# 제네바-오비브역
제네바-오비브역(프랑스어: Gare de Genève-Eaux-Vives)은 스위스 제네바에 있는 제네바 자치체에 있는 기차역이다. 스위스 연방 철도의 표준궤 CEVA 궤도 철도 노선의 중간 정류장이다.
역은 원래 1888년 5월 27일에 문을 열었다. 그 당시에는 안마스-제네바-오비브선에서 안마스까지의 서쪽 종점이었다. 이 역은 2011년에 폐쇄되었다가 나중에 철거되어 CEVA 노선에 새로운 지하철역을 건설할 수 있다. 역은 새로운 레만 익스프레스 네트워크 출시의 일환으로 2019년 12월에 다시 문을 열었다.

## 운행편
다음 서비스는 제네바-오비브에서 정차한다.
- 레기오익스프레스 : 안마스와 브베 사이를 30분 간격으로 운행하며, 다른 모든 열차는 브베에서 생모리스까지 계속 운행한다.
- 레만 익스프레스 L1/L2/L3/L4 : 코페와 안마스 사이를 15분 간격으로 운행한다. 안마스에서 안시까지 매시간, 에비앙-레뱅 및 생제르베-레뱅-레파예까지 2시간 마다 운행된다.